# Aleksander (Łowczi)
Aleksander, imię świeckie Andriej Jakowlewicz Łowczi (ur. 1 grudnia 20 listopada?/2 grudnia 1891 w Narodiczach, zm. 11 września 1973 w Monachium) – rosyjski biskup prawosławny. 

## Życiorys
Absolwent szkoły realnej w Petersburgu. Walczył w I wojnie światowej w pułku kolejowym (w stopniu oficerskim), następnie w Rosyjskim Korpusie Ekspedycyjnym we Francji. Emigrował do Bułgarii po rewolucji październikowej. Ukończył kursy przygotowujące do kapłaństwa przy monasterze św. Kiriaka w Stanimaku w 1936, następnie rozpoczął studia filozoficzne na Uniwersytecie Berlińskim. 19 września 1937 przyjął święcenia diakońskie, zaś 3 października tego samego roku – kapłańskie, z rąk biskupa berlińskiego i niemieckiego (w jurysdykcji Rosyjskiego Kościoła Prawosławnego poza granicami Rosji). Służył w soborze Zmartwychwstania Chrystusa w Berlinie w latach 1937–1940, następnie został proboszczem parafii Świętych Konstantyna i Heleny w Berlinie. 22 marca 1941 złożył wieczyste śluby mnisze.
Jako hieromnich był proboszczem parafii św. Mikołaja w Monachium (1942–1945), równocześnie także w Augsburgu i w Norymberdze (1942–1944). W 1942 otrzymał godność igumena, zaś w 1943 – archimandryty. W 1945 został proboszczem cerkwi św. Sergiusza z Radoneża w Bad Kissingen.
29 lipca 1945 przyjął chirotonię na biskupa kissingeńskiego, wikariusza eparchii berlińskiej i niemieckiej Rosyjskiego Kościoła Prawosławnego poza granicami Rosji. W 1952 został ordynariuszem tejże eparchii, rezydował w Monachium. Na urzędzie pozostawał przez dziewiętnaście lat, po czym odszedł w stan spoczynku z uwagi na podeszły wiek. Zmarł dwa lata później w Monachium i został pochowany na cmentarzu prawosławnym w Wiesbaden.